# الرتون آن سوئیل
الرتون آن سوئیل (به انگلیسی: Ellerton-on-Swale) یک روستا و محله مدنی در بریتانیا است که در ریچموندشر واقع شده‌است. الرتون آن سوئیل ۱۸۳ نفر جمعیت دارد.